# Wołoszynowa
Wołoszynowa (ukr. Волошиново) – wieś w rejonie samborskim (wcześniej w rejonie starosamborskim) obwodu lwowskiego Ukrainy. Wieś liczy około 700 mieszkańców. Leży nad potokiem Jabłonka. Jest siedzibą silskiej rady.
W 1921 r. liczyła około 850 mieszkańców. Przed II wojną światową należała do powiatu starosamborskiego.

## Ważniejsze obiekty
- Cerkiew greckokatolicka